# Franciszek Dubrawski
Franciszek Dubrawski z Dubrawki herbu Sas (zm. 1665) – marszałek sejmu w 1654 i sejmu koronacyjnego w 1649, podstarości, podkomorzy przemyski, pułkownik pospolitego ruszenia województwa ruskiego w czasie powstania Chmielnickiego, sędzia kapturowy ziemi przemyskiej w 1648 roku.
Poseł sejmiku wiszeńskiego na sejmy ekstraordynaryjne 1637 i 1647 roku. Poseł na sejm nadzwyczajny 1637 roku, sejm 1638 roku, sejm 1646 roku, sejm 1647 roku. W 1648 uczestniczył w komisji, która pod przewodnictwem Adama Kisiela próbowała dojść do porozumienia z Bohdanem Chmielnickim. Poseł na sejm 1649/1650 roku z sejmiku wiszeńskiego województwa ruskiego. W 1651 jako poseł udał się do księcia Siedmiogrodu Jerzego I Rakoczego by skłonić go do zawarcia przymierza z Polską. W tym też roku został deputatem na Trybunał Główny Koronny. W czasie potopu szwedzkiego pozostał wierny królowi Janowi II Kazimierzowi. W 1657 był przez pewien czas komendantem Przemyśla.
Był marszałkiem sejmików województwa ruskiego w: 1642, 1645, 1646, 1647, 1650, 1657 roku. 
Poseł sejmiku wiszeńskiego na sejm koronacyjny 1649 roku, sejm 1649/1650, sejm 1650 roku, sejm zwyczajny 1654 roku, sejm 1658 roku.
Na sejmie 1649/1650 roku wyznaczony z koła poselskiego na komisarza komisji wojskowej lubelskiej, która zająć się miała wypłatą zaległych pieniędzy wojsku. 
Jego synem był biskup sufragan przemyski - Paweł Konstanty Dubrawski. 